# Zeit
Zeit é um álbum do grupo alemão de krautrock e música eletrônica Tangerine Dream.

## Faixas
1. "Birth of Liquid Plejades" – 19:54
2. "Nebulous Dawn" – 17:56
3. "Origin of Supernatural Probabilities" – 19:34
4. "Zeit" – 16:58

## Créditos
- Edgar Froese – efeitos sonoros, guitarra.
- Christopher Franke – teclado, guitarra, sintetizador.
- Peter Baumann – teclado, sinterizador.